# Philips Godard Reyndert Snouckaert van Schauburg
Philips Godard Reyndert, baron Snouckaert van Schauburg (Den Haag, 13 september 1795 - Hees, 23 juli 1869) was een officier en laatstelijk generaal-majoor.
Snouckaert was lid van de familie Snouckaert van Schauburg en de zoon van Albert Carel, baron Snouckaert van Schauburg (1763-1841) en Johanna Gijsberta Cornelia Brouwer (1770-1851)
Aanvankelijk was hij page van koning Lodewijk (1808) en van keizer Napoleon I (1810). In januari 1814  ging hij over in dienst van het koninkrijk Holland en nam in datzelfde jaar deel aan het Beleg van Naarden. In 1815 nam hij deel aan de Belgische Veldtocht als 1e luitenant der dragonders en adjudant van luitenant-generaal John Andrew Stedman, voorts vocht hij in 1815 mee in Le Quesnoy.
Na zijn bevordering tot ritmeester (1820) en majoor bij de lansiers in 1835 werd hij in 1838 adjudant van prins van Oranje. In 1840 volgde zijn benoeming tot adjudant van koning Willem I. In 1841 werd hij benoemd tot kolonel der lansiers waarna hij in 1843 kolonel-commandant werd. In 1845 volgde zijn benoeming tot adjudant van koning Willem II en in 1849 als adjudant van koning Willem III. Hij verliet in 1849 de dienst als generaal-majoor
Snouckaert stierf ongehuwd in 1869 in Hees bij Nijmegen.